# Alchemilla trunciloba
Alchemilla trunciloba é uma espécie de rosácea do gênero Alchemilla, pertencente à família Rosaceae.